# 丁晓兵
丁晓兵（1965年—），安徽合肥人，中国人民武装警察部队少将。

## 生平
1983年，丁晓兵入伍参加两山战役，担任昆明军区第2侦察大队侦察四连捕俘手，1984年10月在遂行军事任务中负伤，失去右臂，獲得一等功并获得“全国边陲优秀儿女”金质奖章。1988年，毕业于解放军南京政治学院。此后历任武警181师2团政委、181师政委。2005年当选为第八届“中国武警十大忠诚卫士”。2006年，被评选为感动中国年度人物。同年12月，被国务院、中央军委授予“保持英雄本色的忠诚卫士”荣誉称号。2007年，当选为中共十七大代表。2008年，当选为第十一届全国人大代表。2013年任武警广西总队政委。